# Apesokári
Apesokári, en grec moderne : Απεσωκάρι, est un village du dème de Gortyne, dans le district régional de Héraklion, de la Crète, en Grèce. Selon le recensement de 2011, la population d'Apesokári compte 103 habitants.
Le village est situé à une altitude de 155 mètres. 

## Recensements de la population
Le village est mentionné, en 1583, dans le recensement de Castrofilaca sous le nom d'Apesocari avec 104 habitants.
| Recensements | 1900 | 1920 | 1928 | 1940 | 1951 | 1961 | 1971 | 1981 | 1991 | 2001 | 2011 |
| ------------ | ---- | ---- | ---- | ---- | ---- | ---- | ---- | ---- | ---- | ---- | ---- |
| Population   | 160  | 168  | 203  | 247  | 232  | 215  | 164  | 156  | 186  | 131  | 103  |